# Hákarl
Lo hákarl (AFI: [ˈhaukartˡɬ]; letteralmente "squalo" in islandese), noto anche come kæstur hákarl ([ˈkaistʏr ''haukartˡɬ]; "squalo fermentato" oppure "squalo putrefatto"), è un cibo tipico della cucina islandese.

## Tradizione

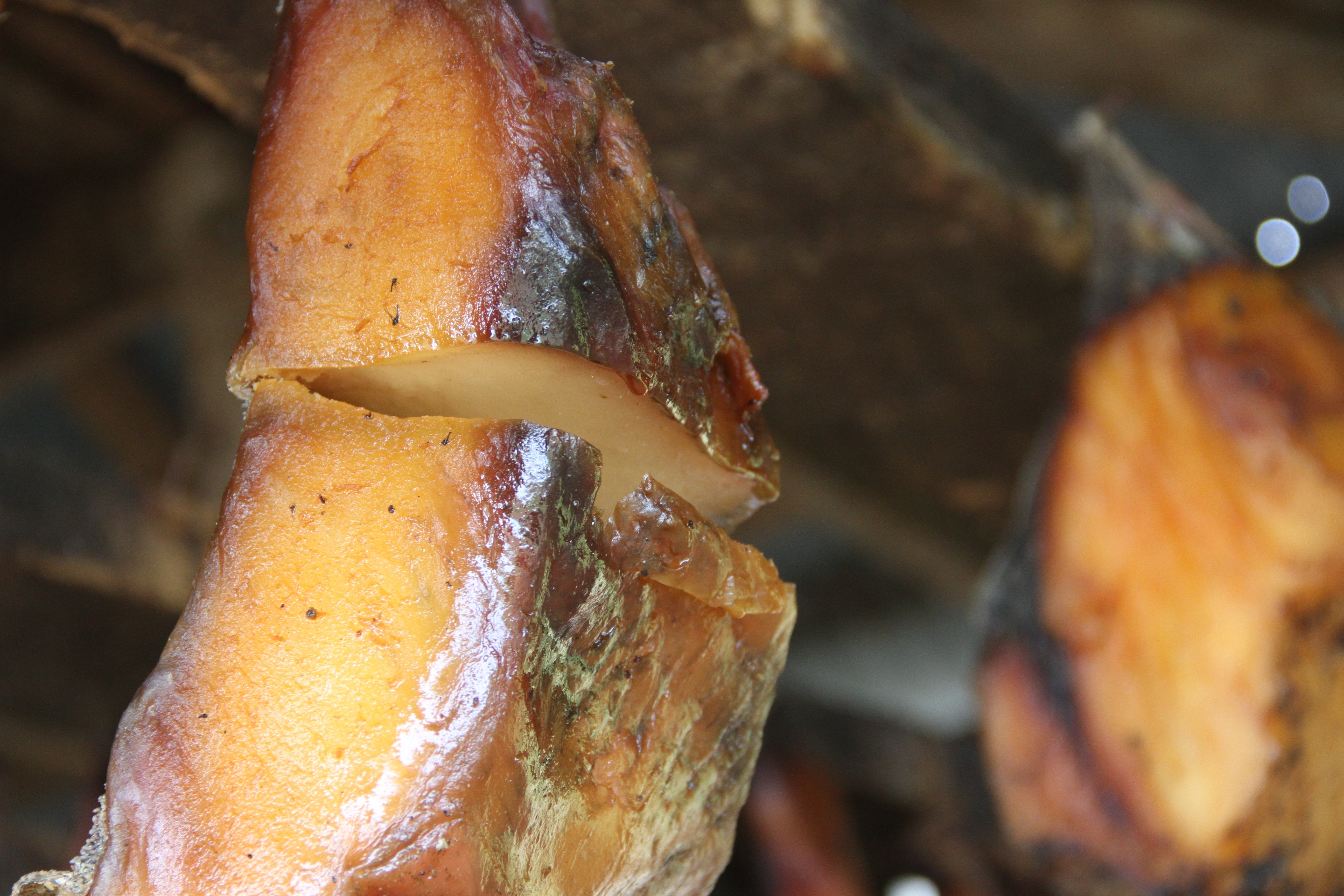
Produzione di hákarl presso il Museo dello squalo di Bjarnahöfn, nel comune di Stykkishólmur

La tradizione islandese racconta che le origini dell'hákarl risalgono al 1601 nei pressi nell'insediamento di Asparvík, a nord del fiordo di Bjarnarfjörður. Fu una scoperta fortuita, dal momento che lo squalo era stato da sempre considerato velenoso per il forte contenuto di ammoniaca delle sue carni. In quell'anno uno squalo venne tirato a terra e lasciato a marcire, dopodiché qualcuno pensò di appenderlo ad asciugare, ma nessuno ebbe il coraggio di assaggiarlo a causa della puzza.
A questo punto, la leggenda narra che il magistrato della contea e i suoi compari erano soliti chiedere cibo ovunque essi andassero, anche ai contadini che non erano neppure in grado di nutrire la propria famiglia. Così un giorno un contadino lo invitò alla baracca di legno per assaggiare lo squalo e nessuno si preoccupò di pensare che si sarebbe potuto rivelare come velenoso: al contrario, il magistrato e i suoi uomini, che soffrivano tutti di scorbuto e dissenteria, a distanza di una settimana dopo aver mangiato lo squalo si trovarono tutti in ottima salute.
Per la sua particolare preparazione e per l'odore e gusto assai peculiari, lo hákarl è spesso associato al folclore islandese; a volte è chiamato (erroneamente) squalo putrefatto o squalo marcio, denominazione ugualmente usata in inglese (rotten shark); in realtà lo hákarl non è putrefatto, ma fermentato. Si tratta della carne ottenuta principalmente da due specie di squalo: lo squalo groenlandese (Somniosus microcephalus) e lo squalo elefante (Cetorhinus maximus). Lo hákarl ha un caratteristico odore di ammoniaca e un gusto simile al formaggio molto stagionato. È un esempio tipico di alimento di gusto acquisito, anche se molti islandesi si rifiutano di mangiarlo, e non se ne sono mai cibati nella loro vita.
Cibarsi di hákarl è considerato dalla tradizione come segno di coraggio e di forza e viene proposto al turista straniero come una sorta di "sfida". Nel comune di Stykkishólmur è presente il Museo dello squalo di Bjarnarhöfn, un luogo storico dove è possibile osservare la lavorazione tradizionale del prodotto.

## Caratteristiche
La carne fresca dello squalo appena pescato è dura, coriacea e non commestibile in quanto tossica, dal momento che l'animale non possiede un sistema urinario come i mammiferi: l'urea e l'ossido trimetilamminico sono presenti nel sangue degli squali a livelli elevati, per mantenere l'equilibrio elettrolitico dell'organismo degli squali con l'ambiente marino.
La carne di squalo può perciò essere consumata solo dopo un lungo processo di trattamento, di cui lo hákarl islandese rappresenta uno dei rari esempi. Lo hákarl trattato ha un forte odore di ammoniaca, non dissimile da quello di molti prodotti per la pulizia domestica. 
Le proprietà alimentari dello squalo della Groenlandia fermentato non sono state completamente studiate, anche se è possibile che sia ricco di acidi grassi omega-3 e vitamine A e D. Peraltro, l'olio di fegato di squalo (chiamato dagli islandesi Þran) è stato per secoli un rimedio ai problemi del tratto respiratorio e del sistema digestivo.

## Produzione

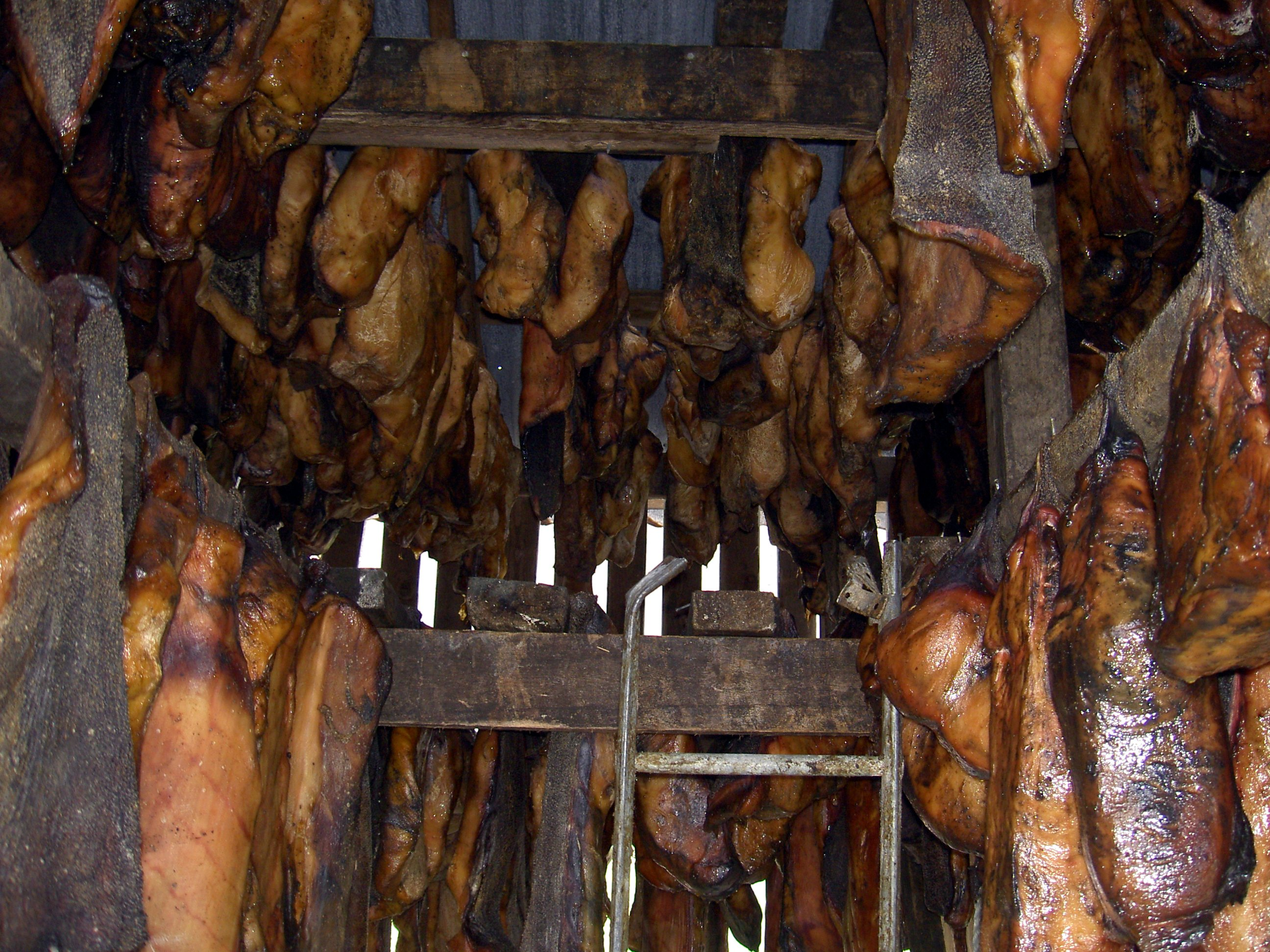
Hákarl appeso a seccare in Islanda

Se l'odore e il gusto dello hákarl sono caratteristici, non meno lo è la sua preparazione. Lo squalo appena pescato viene privato della testa e delle interiora e sistemato in una fossa scavata nella spiaggia ghiaiosa; la fossa viene poi ricoperta a sua volta di ciottoli in modo da formare una sorta di collinetta, sulla quale vengono poste infine delle pietre più pesanti che servono a pressare lo squalo. In questo modo, i fluidi presenti nella carne dello squalo vengono espulsi. Lo squalo viene lasciato a fermentare nella fossa per un periodo che va da 3 a 6 mesi, a seconda della stagione, al fine di eliminare le tossine contenute nella carne.
Quando l'odore di ammoniaca viene distintamente percepito, la carcassa dello squalo viene estratta dalla fossa e la sua carne, ormai ammorbidita, viene tagliata in spesse strisce ed appesa a seccare per diversi mesi in un luogo ventilato, lontano dalle abitazioni (a causa della puzza). Durante il periodo di essiccazione si sviluppa una crosta brunastra, che viene rimossa prima della consumazione. Lo hákarl viene quindi confezionato sotto vuoto, eventualmente tagliato a pezzetti, e commercializzato per il consumo. Modernamente, però, la carne di squalo viene pressata anche in grossi contenitori plastici sottovuoto.

## Consumo

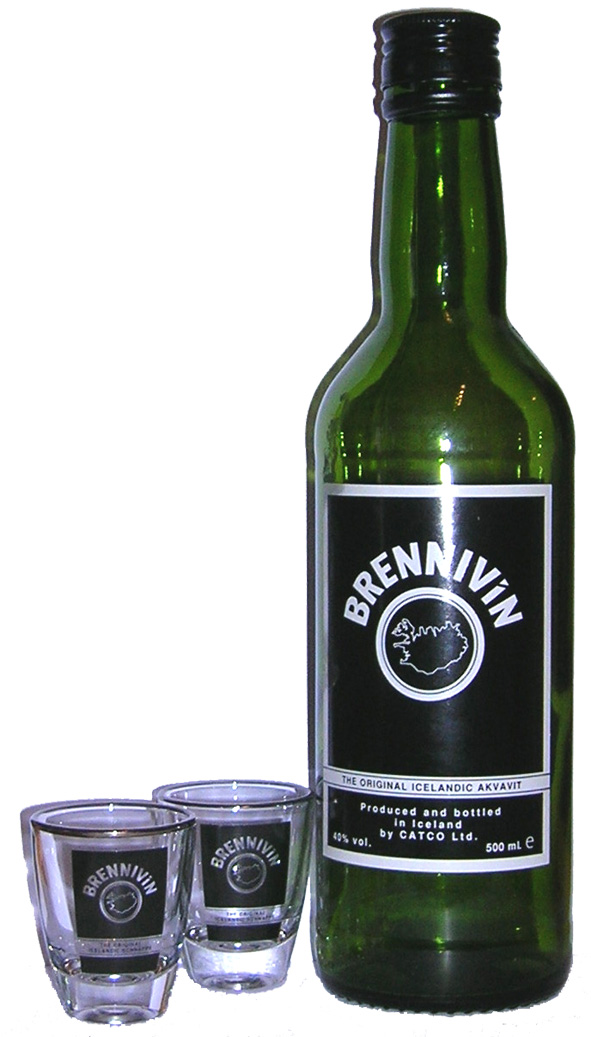
Una bottiglia di Brennivín, la tipica acquavite che accompagna lo hákarl

Lo hákarl viene tradizionalmente servito come elemento del cosiddetto Þorramatur, una selezione di piatti tipici islandesi consumata nel mese di febbraio (þorramatur significa "cibo del mese di þorri, "secco", antica denominazione del mese di mezz'inverno); tuttavia, lo si può trovare facilmente in vendita nei negozi per tutto l'anno, e viene consumato in ogni stagione.
Lo hákarl viene in genere servito sul tagliere del þorramatur, in cubetti infilzati su uno stuzzicadenti oppure a macero dentro un cicchetto riempito di Brennivín, la tipica acquavite islandese che accompagna la specialità e che serve a mascherare l'odore e il sapore.
Esiste in due varietà: il glérhákarl (lett. "squalo vetroso"), piuttosto duro e di colore rossastro, ottenuto dalla ventresca, e lo skyrhákarl, (lett. "squalo-skyr), più morbido e bianco, ottenuto dal resto del corpo.

## Sapore
In generale, chi tenta di assaggiarlo la prima volta ha un immediato moto di repulsione dovuto all'odore nauseabondo e al gusto sgradevole; per questo, i "neofiti" sono spesso avvertiti di tapparsi il naso prima di ingerirlo, dato che l'odore è assai più forte del gusto. Usualmente, e così nel þorramatur, è accompagnato da un bicchierino di acquavite locale, il cosiddetto brennivín (letteralmente: "vino ardente"). 
Lo chef Anthony Bourdain, che ha viaggiato a lungo per il mondo assaggiando ogni tipo di cucina locale per una trasmissione su Travel Channel, ha descritto lo "squalo marcio" islandese come "la cosa peggiore, più disgustosa e dal sapore più schifoso" che abbia mai mangiato.
Lo chef Gordon Ramsay, dopo avere sfidato il giornalista James May ad assaggiare tre delikatessen (il whisky al serpente laotiano, il pene di toro e lo hákarl), ha alla fine vomitato dopo avere assaggiato quest'ultimo, mentre May ha resistito. L'unica reazione di May è stata: "Lei mi delude, Ramsay" (You disappoint me, Ramsay).
Andrew Zimmern, conduttore della trasmissione Orrori da gustare trasmessa da Travel Channel, ha descritto l'odore dello hákarl come "una delle cose più orribili che abbia annusato nella mia vita", ma ha anche detto che il sapore non era poi così tremendo come l'odore. Ha comunque affermato che lo hákarl non è "roba per stomacucci".